# Heinz Oberst
Heinz Oberst ist ein ehemaliger österreichischer Radrennfahrer und nationaler Meister im Radsport.

## Sportliche Laufbahn
Oberst war im Straßenradsport, im Bahnradsport und im Querfeldeinrennen (heutige Bezeichnung Cyclocross) aktiv. 1970 siegte er im Saisoneröffnungsrennen in Leonding. 1971 wurde er Dritter im Etappenrennen Wien–Rabenstein–Gresten–Wien. Oberst startete zweimal in der Österreich-Rundfahrt. 1971 war der 38. Platz sein bestes Resultat im Gesamtklassement. 1968 gewann er den nationalen Titel im Mannschaftszeitfahren.
Auf der Bahn gewann er die nationalen Titel im 1000-Meter-Zeitfahren 1963, 1967 und 1968, in der Mannschaftsverfolgung 1967 und 1968, im Tandemrennen 1967 und 1968 sowie im Zweier-Mannschaftsfahren 1967 und 1968. Er startete für den Verein „ARBÖ Puch“, in dem er später auch als Trainer im Radsport tätig war.